# Le Pacte des loups
Pour plus de détails, voir Fiche technique et Distribution.
Le Pacte des loups est un film français coécrit et réalisé par Christophe Gans, sorti en 2001.
Il s'agit de l'adaptation de l'histoire de la bête du Gévaudan, qui fit de nombreuses victimes entre 1764 et 1767, présentée ici comme le résultat d'un complot ourdi par des ennemis des Lumières.
Le film débute en 1765, alors que le chevalier Grégoire de Fronsac (Samuel Le Bihan), naturaliste au jardin du Roi, est envoyé en Gévaudan pour brosser le portrait de la bête du Gévaudan. Il est accompagné de Mani, un Iroquois ramené de Nouvelle-France qui est son ami et frère de sang. Au cours de sa traque, de Fronsac se heurte au conformisme d'une noblesse locale qui semble avoir de troublantes affinités avec le monstre qui massacre les paysans.
Il est l'un des plus grands succès du cinéma français dans le monde,, malgré les critiques lui reprochant un manque de rigueur historique. En France, il réunit 5 098 283 spectateurs en salles. Il est considéré comme un film culte aux États-Unis.

## Synopsis
En 1789, au moment de la Grande Peur, alors que les torches brûlent et que, sous ses fenêtres, grondent les clameurs des paysans, le marquis Thomas d'Apcher rédige ses dernières notes sur une affaire survenue dans sa jeunesse.
L'histoire est celle du chevalier Grégoire de Fronsac, naturaliste arrivé en 1765 au château de Saint-Alban, accompagné de Mani, un Iroquois (plus précisément un Mohawk) qu'il a rencontré lors de la bataille de Trois-Rivières au Canada. Envoyés par Buffon (André Penvern), l'intendant du Jardin du roi, les deux hommes viennent élucider le mystère de la bête du Gévaudan qui terrorise la région depuis plus d'un an. Guidé par Thomas d'Apcher (Jérémie Renier), petit-fils du marquis de Saint-Alban, le chevalier est présenté à la noblesse locale : le comte de Morangias (Jean Yanne), son épouse (Édith Scob) et leurs deux enfants, Jean-François (Vincent Cassel) et Marianne (Émilie Dequenne); le père Sardis (Jean-François Stévenin), le duc de Moncan ainsi que l'intendant Laffont (Bernard Farcy). Fronsac, libertin, s'éprend aussitôt de la belle et douce Marianne mais rencontre également Sylvia (Monica Bellucci), une mystérieuse prostituée italienne avec laquelle il noue une relation chargée de secrets.
Les mois passent. Fronsac accumule de nombreuses preuves troublantes qui mettent en cause l'intervention d'une main humaine dans les meurtres, comme un croc en fer, mais l'enquête piétine. Les relations qu'il entretient avec la noblesse locale, notamment avec Jean-François, le frère de Marianne, se tendent. Mani est convaincu de l'innocence des loups que les paysans massacrent dans l'espoir de tuer le redoutable monstre. La présence de l'Iroquois suscite autant de crainte que de curiosité parmi la population. Après les premières neiges et devant l'incapacité du capitaine Duhamel et de ses dragons à tuer l'animal, le Roi Louis XV envoie en Gévaudan son propre lieutenant des chasses, Antoine de Beauterne. Arrivé sur place, ce dernier tue un grand loup et demande à Fronsac de le naturaliser de façon que l'animal ressemble aux descriptions de la Bête. Fronsac découvre bientôt que cette mascarade a été ordonnée par le Roi lui-même pour mettre un terme à cette affaire qui remet en question son pouvoir souverain. Le faux monstre est exposé à Paris. Officiellement, sur décision du Roi, la Bête du Gévaudan est morte. En remerciement de son silence, le chevalier de Fronsac est autorisé à partir pour les comptoirs du Sénégal.
Mais le massacre dans la province du Gévaudan continue, dans l'indifférence générale. Le jeune marquis d'Apcher vient trouver Fronsac pour l'avertir de cette situation alarmante et le supplie de mener de nouveau la traque, cette fois à la manière mystique de Mani. Le chevalier retourne en Gévaudan pour revoir Marianne qui loge chez sa nourrice. Mais la Bête, guidée par un dresseur affublé d'un masque, attaque la maison. Fronsac, Mani et le marquis mènent alors une dernière expédition pour tuer le monstre. Mani, invoquant les puissances de la Nature dans une sorte de rituel chamanique, tend un traquenard à la Bête. Gravement blessée, elle parvient cependant à s'échapper et à rejoindre sa tanière. En la poursuivant Mani découvre une arène aménagée pour utiliser la Bête comme un chien de guerre. Il est alors attaqué par les "veneurs" assistant les chasses qu'il repousse mais est tué d'une balle en argent et son corps jeté dans une clairière.
En faisant la toilette mortuaire de Mani, Fronsac découvre cette balle, qu'il sait appartenir à l'armement de Jean-François de Morangias : il comprend que c'est celui-ci qui dirige la Bête et décide d'organiser sa vengeance. Mais après avoir incinéré son frère de sang, le chevalier est arrêté sur ordre de l'intendant Laffont. Dans sa cellule, il reçoit la visite de Sylvia qui lui révèle les dessous de l'affaire. La prostituée est un agent envoyé par l’Église pour mettre fin aux activités du « Pacte », un groupe de fanatiques religieux qui tente de déstabiliser le Roi, coupable à leurs yeux d'être trop tolérant à l'égard des philosophes des Lumières, en se servant de la Bête comme un signe de la colère de Dieu. Cette organisation est composée de la noblesse locale.
Sylvia empoisonne faussement Fronsac et le fait enterrer pour mieux le faire sortir de son cachot. Jean-François viole sa sœur Marianne après que cette dernière a découvert son secret : il est le dresseur au masque agissant sous les ordres du père Sardis. Lors d'une réunion du Pacte dans les ruines d'une ancienne abbaye, Fronsac réapparaît et, au cours d'une bataille éprouvante, arrête les criminels avec l'aide du capitaine Duhamel. Jean-François est tué. Sardis fuit dans la forêt mais est bientôt dévoré par une meute de loups. Le Pacte est dissous.
Fronsac revient au domaine d'Apcher où Marianne a été transportée mourante ; il réussit à la sauver grâce au bracelet de Mani renfermant des poudres médicinales. Peu après, Fronsac achève la Bête du Gévaudan, un lion ramené d'Afrique que Jean-François a élevé, et met définitivement fin à son règne de terreur.
Retour à 1789 : le marquis sort de son château dans la foule des paysans. Il se remémore le départ à bord d'un navire vers le Sénégal du chevalier de Fronsac et de Marianne, dont il n'a plus eu de nouvelles.

## Fiche technique
Sauf indication contraire, les informations mentionnées dans cette section peuvent être confirmées par les bases de données cinématographiques IMDb et Unifrance,  présentes dans la section « Liens externes ».
- Titre original : Le Pacte des loups
- Titre international : Brotherhood of the Wolf[4]
- Réalisation : Christophe Gans
- Scénario : Stéphane Cabel, adapté par Stéphane Cabel et Christophe Gans
- Musique : Joseph LoDuca
- Direction artistique : François Decaux et Thierry François
- Décors : Guy-Claude François
- Costumes : Dominique Borg
- Photographie : Dan Laustsen
- Son : Jean-Paul Mugel, Cyril Holtz, Philippe Amouroux, Florent Lavallée
- Montage : Xavier Loutreuil, Sébastien Prangère et David Wu
- Production : Richard Grandpierre et Samuel Hadida
- Production déléguée : Katerina Mattingley
- Sociétés de production : Davis-Films et Eskwad ; TF1 Films Production et Studiocanal (coproductions)
- Partenaires du film : MCM, Goa.com et NRJ
- Sociétés de distribution : Metropolitan Filmexport (France) ; Cinéart (Belgique) ; Frenetic Films (Suisse romande) ; TVA Films (Canada)
- Budget : 32 010 000 euros[5]
- Pays de production :  France,  Belgique,  Venezuela
- Langue originale : français
- Format : couleur - 35 mm - 2,35:1 (Cinémascope) (Panavision) - son DTS | Dolby Digital
- Genres : action, aventures, drame, historique, horreur
- Durée : 142 minutes (version cinéma) ; 152 minutes (version longue director's cut)
- Dates de sortie :
  - France, Suisse romande : 31 janvier 2001[6]
  - Belgique : 7 février 2002[7]
- Classification[8] :
  - France : interdit aux moins de 12 ans[9]
  - Belgique : tous publics (Alle Leeftijden)[7]
  - Suisse romande : interdit aux moins de 14 ans[10]
  - Québec : 13 ans et plus (Régie du cinéma)

## Distribution
- Samuel Le Bihan : Chevalier Grégoire de Fronsac[11]
- Vincent Cassel : Jean-François de Morangias
- Émilie Dequenne : Marianne de Morangias
- Monica Bellucci : Sylvia
- Jérémie Renier : le marquis Thomas d'Apcher
- Mark Dacascos : Mani
- Jean Yanne : le comte de Morangias
- Jean-François Stévenin : le père Henri Sardis
- Jacques Perrin : le marquis Thomas d'Apcher, âgé (également narrateur)
- Édith Scob : la comtesse Geneviève de Morangias
- Johan Leysen : Antoine de Beauterne
- Bernard Farcy : l'intendant Pierre-Jean Laffont
- Hans Meyer : le marquis d'Apcher
- Virginie Darmon : La Bavarde
- Philippe Nahon : Jean Chastel
- Éric Prat : le capitaine Duhamel
- Jean-Loup Wolff : le duc Gontran de Moncan
- Bernard Fresson : Mercier
- Christian Marc : le serviteur du vieux Thomas
- Karin Kriström : la bergère du rocher
- Vincent Cespedes : un soldat
- Jean-Paul Farré : le père Georges
- Pierre Lavit : Jacques
- Michel Puterflam : l'évêque de Mende
- Nicolas Vaude : Maxime des Forêts
- Max Delor : un vieux noble
- Christian Adam : un vieux noble
- Jean-Pierre Jackson : un noble au dîner
- Nicky Naudé : La Fêlure
- Daniel Herroin : Blondin
- Gaëlle Cohen : La Loutre
- Virginie Arnaud : La Pintade
- Charles Maquignon : un valet du bordel
- Franckie Pain : La Tessier
- Isabelle Le Nouvel : la prostituée brune
- Albane Fioretti : une prostituée de Teissier
- Clarice Plasteig : une prostituée de Teissier
- Delphine Hivernet : Valentine
- Juliette Lamboley : Cécile
- Gaspard Ulliel : Louis
- Pierre Castagne : le père de Cécile
- Stéphane Pioffet : un paysan
- Éric Laffitte : un villageois
- Eric Delcourt : un aide de camp de Beauterne
- André Penvern : Georges-Louis Buffon
- Christelle Droy : la bergère des collines
- Andres Fuentes : le paysan qui donne la direction
- Nadine Marcovici : Jeanne Roulier
- Jean-Claude Braquet : Pierre Roulier
- David Bogino : le lanceur de couteaux
- Emmanuel Booz : l'officier Boucher
- François Hadji-Lazaro : Machemort
- Pascal Laugier : l'assistant de Machemort

## Production

### Genèse et développement

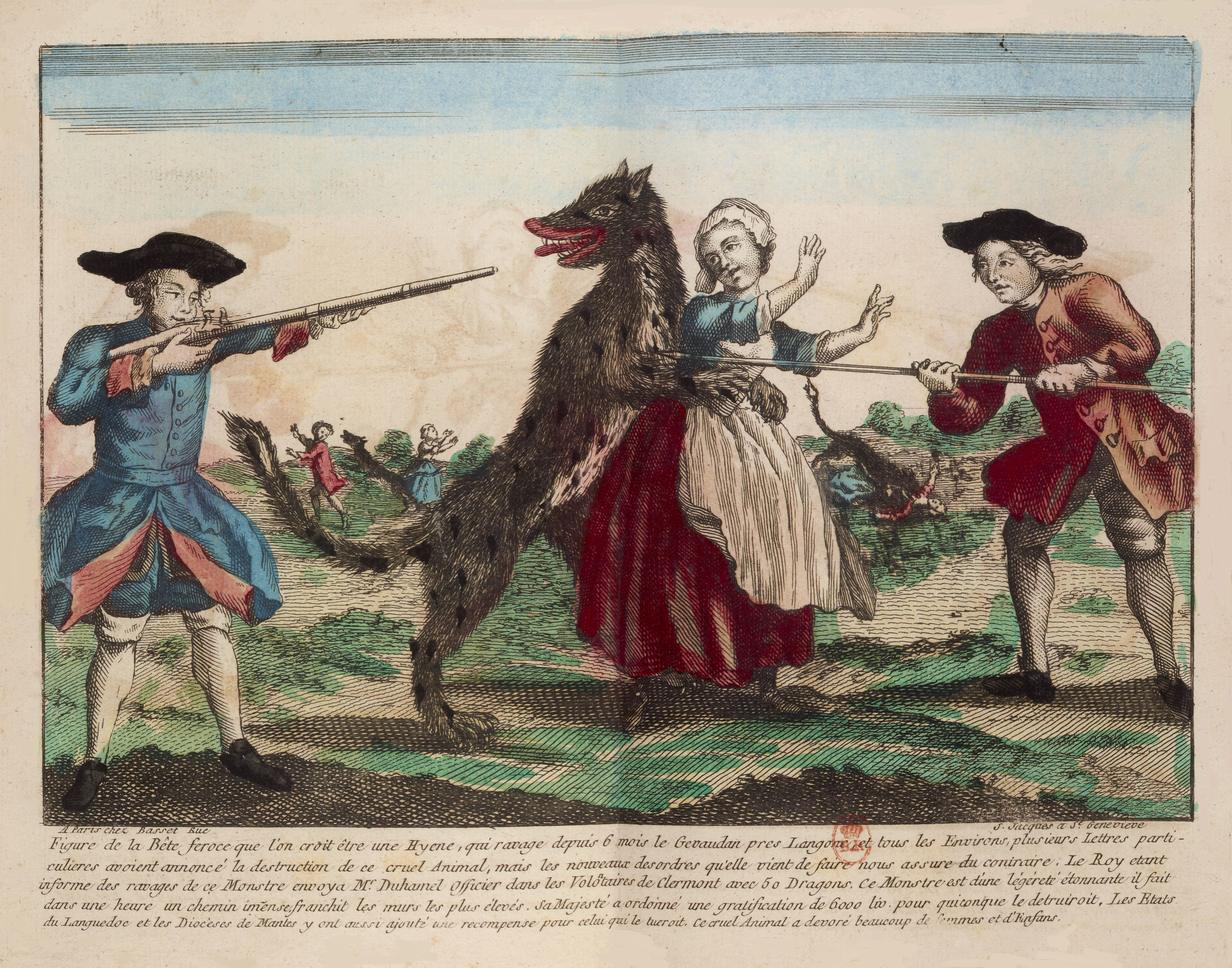
Gravure du XVIIIe siècle, représentant la Bête du Gévaudan.

Le Pacte des loups s'inspire de la véritable histoire de la Bête du Gévaudan qui massacra plus d'une centaine de femmes et d'enfants entre le 30 juin 1764 et le 19 juin 1767 dans l'actuel département de la Lozère. Cet animal pénétrait dans les villages en plein jour, emportait les enfants devant les maisons, attaquait les bergères dans les champs et déjouait les pièges organisés contre lui. De nombreuses troupes royales et chasseurs distingués furent mobilisés pour tuer ce monstre vorace pendant trois ans, sans succès. On parla d'une bête exotique échappée d'un cirque, de loup-garou, d'un tueur en série, d'un complot contre le roi Louis XV et même d'un châtiment divin.
Un gros loup fut abattu par François Antoine, porte-arquebuse du Roi de France, en septembre 1765, sur le domaine de l'abbaye royale des Chazes, et empaillé à Paris. Pour beaucoup d'historiens, l'empaillement de ce loup était une mascarade pour mettre fin aux rumeurs médiatiques, gênantes pour le Roi. Car le massacre recommença de plus belle quelques mois après la mort du loup tué par le porte-arquebuse, et c'est dans l'indifférence générale que le véritable monstre a dû être tué par un obscur paysan à la mauvaise réputation, Jean Chastel, le 19 juin 1767. Passé cette date, plus aucune mort due à un animal féroce ne fut recensée en Gévaudan. Les enquêtes de plusieurs historiens, dont Michel Louis, attribuent la férocité des attaques à un animal dressé par le comte de Morangiès, ancien officier à la réputation douteuse, avec l'aide d'un garde-chasse, Antoine Chastel, le propre fils du tueur de la Bête.
Le Pacte des loups reprend la théorie du complot popularisée par les auteurs Abel Chevalley, Henri Pourrat et Michel Louis dans leurs livres respectifs. Ainsi, la Bête est un fauve revêtu d'une cuirasse (le protégeant des balles), et elle est conditionnée pour tuer, par un esprit criminel, pour renverser le pouvoir en place.
En 1998, le scénariste Stéphane Cabel écrit un synopsis de vingt pages sur l'histoire de la Bête du Gévaudan et y incorpore des éléments propres au romanesque, en collaboration avec Canal + Écriture, une structure de Canal+ visant à apporter aux jeunes auteurs une aide financière et artistique. Christophe Gans, qui vient alors d'essuyer l'échec d'une adaptation de Vingt mille lieues sous les mers, est aussitôt séduit par le projet. Le réalisateur de Crying Freeman a toujours eu une fascination pour le cinéma de cape et d'épée et l'imaginaire baroque, et a été particulièrement marqué par le téléfilm La Bête du Gévaudan produit pour la célèbre série Le Tribunal de l'impossible dans les années 1960. Il décide de retravailler le script de Cabel pour y apporter sa propre "patte" et de le transposer en un spectaculaire long-métrage avec le financement de Samuel Hadida et Richard Grandpierre pour Studio Canal.

### Distribution
Christophe Gans s'entoure d'un casting éclectique composé de jeunes comédiens (Samuel Le Bihan, Émilie Dequenne, Monica Bellucci, Jérémie Renier...) et de valeurs sûres du cinéma français (Jean Yanne, Jean-François Stévenin ou encore Édith Scob). Le rôle obscur de Jean-François de Morangias, auparavant refusé par Albert Dupontel, est confié à Vincent Cassel. L'artiste martial et comédien américain Mark Dacascos, qui retrouve Gans 5 ans après Crying Freeman, prête ses traits au guerrier iroquois Mani.

### Tournage
C'est dans la région du Gers, le 14 février 2000, que débute le tournage, qui va s'étaler sur 23 semaines au lieu des 15 initialement prévues sur plus de 8 départements comme la Dordogne, le Val-de-Marne ou encore les Hautes-Pyrénées. Quatre-vingts décors du script sont extérieurs et les problèmes liés aux conditions climatiques et à la gestion de l'équipe s'enchaînent. Techniciens, figurants costumés et cavaliers doivent parfois patienter de longues heures pour pouvoir tourner sur des plateaux balayés par des orages. Le studio britannique Jim Henson's Creature Shop conçoit les effets spéciaux animatroniques et numériques de la Bête.
Les cascades ont été assurées par Philip Kwok, un professionnel du cinéma hongkongais.
Lieux de tournage
Dordogne (24 - France)
Villars (château de Puyguilhem)
Jumilhac-le-Grand (Château de Jumilhac et village)
Biron (Château de Biron)
Gironde (33 - France)
Mazères (Château de Roquetaillade)
Seine-et-Marne (77 - France)
Fontainebleau (Forêt de Fontainebleau)
Château de Vaux-le-Vicomte
Yvelines (78 - France)
Issou (château d'Issou)
Val-de-Marne (94 - France)
Bry-sur-Marne (studio)
Gers (32 - France)
Lectoure (Cathédrale Saint-Gervais - Saint-Protais et Remparts)
Hautes-Pyrénées (65 - France)
(dans la haute montagne des Baronnies)
(Le Pla du Moula dans la basse montagne des Baronnies)
(Col de Couradabat dans la basse montagne des Baronnies)
(dans les forêts de la haute et basse montagne des Baronnies et de la Prade de Bayelle dans la vallée de la Neste)
La Barthe-de-Neste (aux alentours, dans les Baronnies)
Labastide : un ruisseau plonge dans la grotte de la Perte où se trouve le repaire de la Bête.
L'ancienne Abbaye de l'Escaladieu dans la vallée de l'Arros a servi de décor au château du marquis d'Apcher
La chapelle de Notre Dame de Garaison, Près de Monléon-Magnoac.
Oise (60 - France)
Maysel (Carrière des loups de Maysel)

## Accueil

### Critiques
En regard du box-office, Le Pacte des loups obtient 72 % d'avis positifs sur le site Rotten Tomatoes, sur la base de 119 commentaires collectées « Le Pacte des loups mélange ses genres avec peu de logique, mais le résultat final est extrêmement divertissant ». Sur Metacritic, il obtient une note moyenne de 57/100, sur la base de 33 commentaires collectées, ce qui lui permet d'obtenir le label « Critiques mitigées ou moyennes » et est évalué à une moyenne de 3,5/5 sur le site Allociné à partir de l'interprétation de 24 critiques de presse.

#### Positif
« Mis à part quelques longueurs dans la seconde partie, on éprouve un vrai plaisir à voir ce film qui brasse avec bonheur les genres cinématographiques. »

— Alain Grasset, Le Parisien, 31 janvier 2001.

« Un curieux mélange d'audace et de pastiche, de virtuosité et de confusion, flirtant parfois avec le ridicule, et qui suscitera sans doute autant de ricanements que d'enthousiasme, et sans doute, le plus souvent, les deux à la fois... »

— Annie Coppermann, Les Échos, 31 janvier 2001.

« C'est à la fois beau et monstrueux, et c'est le point de départ d'une démarche artistique qui n'a sans doute pas fini d'impressionner. »

— Olivier Père, Les Inrocks, 31 janvier 2001.

« (...) Le Pacte des loups, malgré ses réussites indéniables et l'envie de chacun de croire à son pari, a (...) quelque chose de contraint: une allure de grand fauve empêché. »

— Jean-Marc Lalanne, Didier Péron, Libération, 31 janvier 2001.
L'année de sa sortie aux États-Unis,The New York Times qualifiait le film de culte en s'adressant à tous les publics.
The Times va jusqu'à le qualifier de meilleur film d'action qu'on n'ait probablement jamais vu.

#### Négatif
Le Nouvel Obs n'apprécie pas le côté hollywoodien du film avec ces séquences de kung-fu, ces incohérences scénaristiques et effets visuels.
Libération juge négativement la tentative du film de rivaliser avec les productions américaines au risque de mélanger tous les genres qui finalement ne suscite ni passion ni rejet.
L'Humanité décrit le film comme creux, reprenant sans originalité l'histoire de la Bête du Gévaudan à travers une histoire improbable.
Rolling Stones reproche au film les clichés habituels inhérent aux films mettant en scène un monstre horrible même si plusieurs genres différents y sont incorporés.
The Washington Post trouve que le film propose une folle agglomération de styles et de traditions cinématographique qui n’aboutit finalement à rien de concret.

#### Neutre
Le Monde et Télérama nuancent leurs critiques, montrant les défauts et qualités du film,.

### Box-office
| Budget estimé | Box-office   | Box-office   | Box-office   | Box-office        |
| Budget estimé | États-Unis   | À l'étranger | Mondial      | France            |
| ------------- | ------------ | ------------ | ------------ | ----------------- |
| 32 010 000 €  | 10 840 148 $ | 59 492 808 $ | 70 332 956 $ | 5 179 154 entrées |

## Versions Alternatives
Il y a trois versions différentes du film :
- La version cinéma France/États-Unis, de 143 minutes (parfois listée à 142 minutes).
- La version Royaume-Uni, de 139 minutes, sortie en Direct-to-video au Royaume-Uni et en Australie. Dans cette version, toutes les scènes montrant le lieutenant des chasses Antoine de Beauterne sont supprimées et certaines scènes de la version Director's Cut sont ajoutées[30].
- La version Director's Cut, de 150 minutes (parfois listée à 152 minutes), sortie en Direct-to-video en France et au Canada en 2002, et plus tard aux États-Unis et autres territoires.

## Distinctions
Entre 2001 et 2009, Le Pacte des Loups a été sélectionné 26 fois dans diverses catégories et a remporté 4 récompenses,.

### Distinctions 2001-2009
| Années | Cérémonie ou récompense                                                       | Catégorie / Récompense                                          | Nommé(es) / Lauréat(es)                                           | Nommé(es) / Lauréat(es) |
| ------ | ----------------------------------------------------------------------------- | --------------------------------------------------------------- | ----------------------------------------------------------------- | ----------------------- |
| 2001   | Festival du film de Cabourg                                                   | Cygne d’Or de la meilleure révélation féminine                  | Émilie Dequenne                                                   | Lauréat                 |
| 2001   | Festival international du film de Catalogne                                   | Grand Prix d'Argent du Film Fantastique Européen                | Christophe Gans                                                   | Lauréat                 |
| 2001   | Festival international du film de Catalogne                                   | Meilleur film                                                   | Christophe Gans                                                   | Nomination              |
| 2002   | Académie des films de science-fiction, fantastique et d'horreur - Prix Saturn | Meilleur film d'action / aventures / thriller                   | Le Pacte des loups                                                | Nomination              |
| 2002   | Académie des films de science-fiction, fantastique et d'horreur - Prix Saturn | Meilleur acteur dans un second rôle                             | Mark Dacascos                                                     | Nomination              |
| 2002   | Académie des films de science-fiction, fantastique et d'horreur - Prix Saturn | Meilleure actrice dans un second rôle                           | Monica Bellucci                                                   | Nomination              |
| 2002   | Académie des films de science-fiction, fantastique et d'horreur - Prix Saturn | Meilleure réalisation                                           | Christophe Gans                                                   | Nomination              |
| 2002   | Académie des films de science-fiction, fantastique et d'horreur - Prix Saturn | Meilleur scénario                                               | Stéphane Cabel et Christophe Gans                                 | Nomination              |
| 2002   | Académie des films de science-fiction, fantastique et d'horreur - Prix Saturn | Meilleure musique                                               | Joseph LoDuca                                                     | Nomination              |
| 2002   | Académie des films de science-fiction, fantastique et d'horreur - Prix Saturn | Meilleurs costumes                                              | Dominique Borg                                                    | Nomination              |
| 2002   | Académie des films de science-fiction, fantastique et d'horreur - Prix Saturn | Meilleurs effets spéciaux                                       | Arthur Windus, Val Wardlaw, Hal Bertram, Nick Drew et Seb Caudron | Nomination              |
| 2002   | César                                                                         | César des meilleurs costumes                                    | Dominique Borg                                                    | Lauréat                 |
| 2002   | César                                                                         | Meilleure musique écrite pour un film                           | Joseph LoDuca                                                     | Nomination              |
| 2002   | César                                                                         | Meilleurs décors                                                | Guy-Claude François                                               | Nomination              |
| 2002   | César                                                                         | Meilleur son                                                    | Cyril Holtz et Jean-Paul Mugel                                    | Nomination              |
| 2002   | Festival international du film fantastique de Bruxelles                       | Grand Prix d'Or du Film Fantastique Européen                    | Christophe Gans                                                   | Nomination              |
| 2002   | Guilde internationale de l'horreur                                            | Meilleur film                                                   | Le Pacte des loups                                                | Nomination              |
| 2002   | Prix d'Or de la bande-annonce                                                 | Meilleure bande-annonce étrangère                               | Le Pacte des loups                                                | Nomination              |
| 2002   | Prix d'Or de la bande-annonce                                                 | Meilleure bande-annonce d'un film d'horreur ou thriller         | Le Pacte des loups                                                | Nomination              |
| 2002   | Société des critiques de cinéma de Phoenix                                    | Meilleur film en langue étrangère                               | Le Pacte des loups                                                | Nomination              |
| 2003   | Éditeurs de sons de films                                                     | Meilleur montage sonore dans un long métrage étranger           | François Fayard et Vincent Guillon                                | Nomination              |
| 2003   | Prix Fangoria Chainsaw                                                        | Prix Chainsaw de la meilleure actrice dans un second rôle       | Monica Bellucci                                                   | Lauréat                 |
| 2003   | Prix Fangoria Chainsaw                                                        | Meilleur film à large diffusion                                 | Le Pacte des loups                                                | Nomination              |
| 2003   | Prix Fangoria Chainsaw                                                        | Meilleur musique                                                | Joseph LoDuca                                                     | Nomination              |
| 2003   | Prix Fangoria Chainsaw                                                        | Meilleur maquillage / effet spéciaux                            | Jim Henson's Creature Shop                                        | Nomination              |
| 2009   | Académie des films de science-fiction, fantastique et d'horreur - Prix Saturn | Meilleure édition spéciale DVD pour la version "Director's Cut" | Le Pacte des loups                                                | Nomination              |

## Analyse

### Anachronismes
- Le Pacte des loups présente des anachronismes avec les mœurs et coutumes de l'époque, notamment lors des nombreuses scènes de combats présentant des Français du XVIIIe siècle pratiquant les arts martiaux ou utilisant des armes exotiques. Il s'agit d'un des premiers (si ce n'est le premier) films après Matrix à faire usage du bullet time.
- Les personnages, dates et environnements ne correspondent pas à la réalité historique, comme la famille de Morangias vaguement basée sur les Molète de Morangiès (domiciliés au château de Saint-Alban) ou encore le marquis Thomas qui s'appelait, en réalité, Jean-Joseph d'Apcher. Le porte-arquebuse du Roi, François Antoine de son nom (et non de Beauterne), n'a pas tué la première Bête en 1766 mais un an avant, en 1765.
- Dans la scène introduisant les nobles locaux, l'on peut voir un clavecin portant une mention à Claude Mercier-Ythier, facteur de clavecin français du XXe siècle. Cet anachronisme peut également être une référence.

### Anecdotes
- L’auteur de bande dessinée français Mathieu Lauffray a illustré les carnets de voyages du personnage de Fronsac. Il a également été la "doublure main" à l'écran dans les scènes où Samuel Le Bihan est censé dessiner, ce qui constitue un faux raccord, car Mathieu Lauffray est gaucher, alors que Fronsac est défini comme droitier[33].
- Selon Christophe Gans, la fin du Pacte des Loups est un faux happy end : le dernier plan, qui montre le navire Frère Loup s'enfonçant dans la nuit, révèle en réalité que le chevalier de Fronsac part seul pour son expédition africaine, laissant derrière lui les corps de son frère Indien et de Marianne.
- Le film est cité comme l'une des sources d'inspiration du jeu vidéo Bloodborne par son créateur Hidetaka Miyazaki[34],[35], notamment l'une des tenues de Grégoire de Fronsac et de Mani (tricorne, couvre-bouche, manteau de type "duster coat" ou cache-poussière) très similaire à celle portée par le protagoniste chasseur d'atrocités sur les artworks officiels du jeu Bloodborne[36].
- Bien que ce ne soit jamais ouvertement révélé mais plutôt suggéré, la Bête du Gevaudan dans ce film ne s'avère pas être un loup comme dans la croyance populaire , mais un lion ramené d'Afrique par Jean-François de Morangias. Cette idée combine deux theories connues sur la véritable Bête : celle de l'animal exotique et celle de l'animal en armure, puisque le lion s'avère déguisé et grimé sous une carapace de fer et d'os le rendant à l'épreuve des balles et le faisant paraître plus effrayant, afin de donner l'impression d'une créature surnaturelle ou biblique.
- Le mangaka Nobuhiro Watsuki s'inspire fortement de la tenue de Grégoire de Fronsac pour un de ses personnage du manga Busō Renkin. Le capitaine Bravo porte lui aussi un tricorne, un couvre bouche et un long manteau. L'auteur citera directement le film comme source d'inspiration[réf. nécessaire].

### DVD
Fanatique du support DVD, Christophe Gans s'est particulièrement impliqué dans la création du coffret Ultimate Edition de son film qui comprend de nombreux bonus soignés répartis sur 4 disques ; comme un livret 40 pages, deux Making-of de 80 et 90 minutes, près de 40 minutes de scènes coupées, une interview de Michel Louis, une galerie de 670 dessins préparatoires et affiches, le scénario original annoté de Stéphane Cabel, les commentaires des acteurs et du réalisateur pendant la lecture du film, des bandes-annonces et un reportage sur la conception technique du DVD. Le quatrième disque comporte le téléfilm La Bête du Gévaudan de 1967, produit par Michel Subiela dans le cadre de l'émission Le Tribunal de l'impossible.